# این هزاران تپه‌ماهور
این هزاران تپه‌ماهور (انگلیسی: These Thousand Hills) فیلمی آمریکایی به کارگردانی ریچارد فلایشر است که در سال ۱۹۵۹ منتشر شد. این فیلم بر اساس رُمانی به همین نام و به نویسندگی ای بی گوتری جونیور ساخته شده است.

## بازیگران
- دان مورای
- لی رمیک
- استوارت ویتمن
- آلبرت دکر
- هارولد جی استون
- رویال دانو
- فرد گراهام